# 테르몰리
테르몰리(이탈리아어: Termoli)는 이탈리아 몰리세주 캄포바소도의 코무네다. 2차 세계대전 이후 인구가 급속히 증가했고 해변과 오래된 성으로 알려진 이 지역의 휴향지이다. 한때는 어항(漁港)으로 알려졌지만 2천년대에 들어서선 이탈리아인들에게 사랑받는 휴장지 중 하나가 됐다.